# ヘレン・トマス・ドランガ

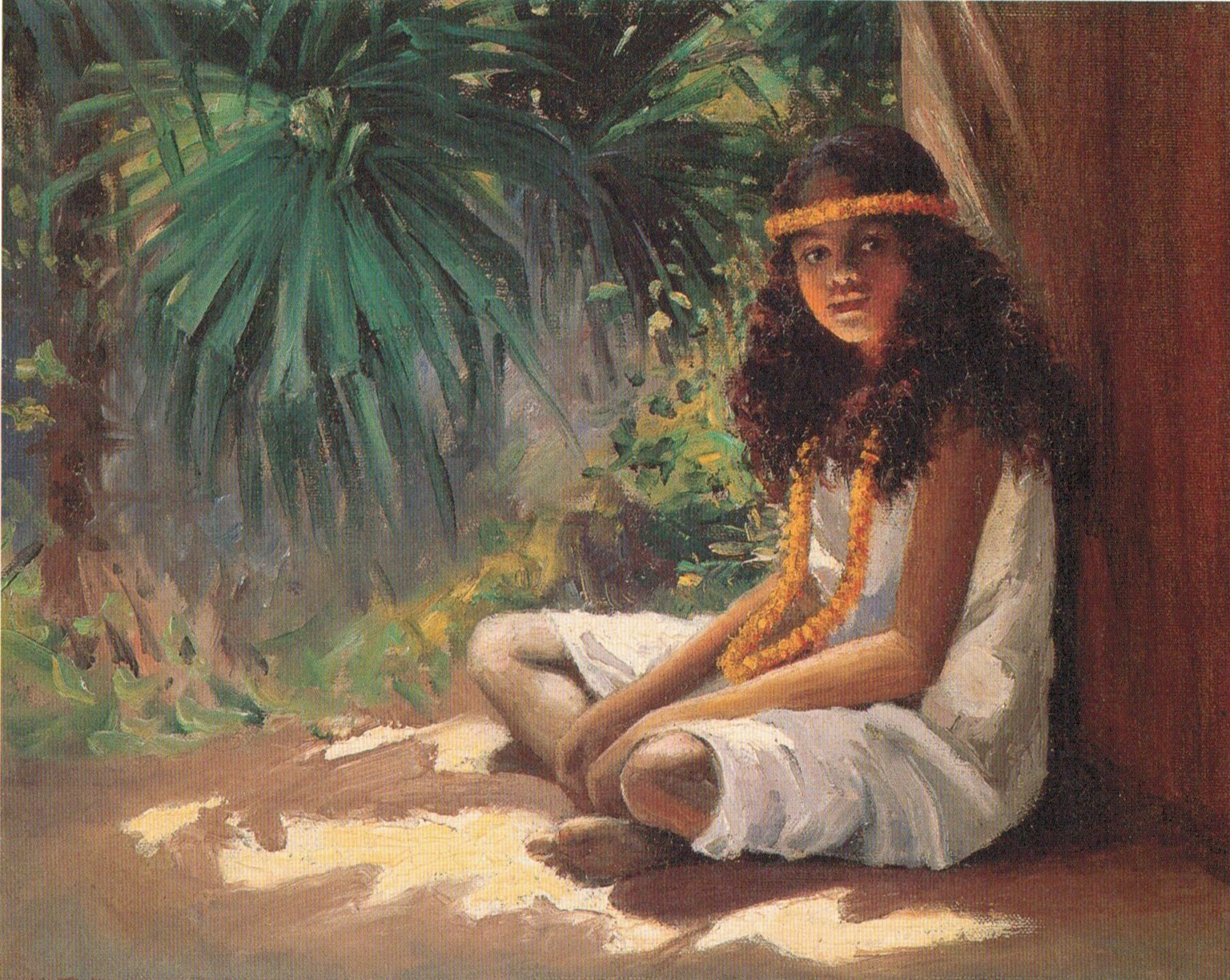
『ポリネシア系の少女の肖像 (Portrait of a Polynesian Girl)』、キャンバスに油絵、1910年ころ。

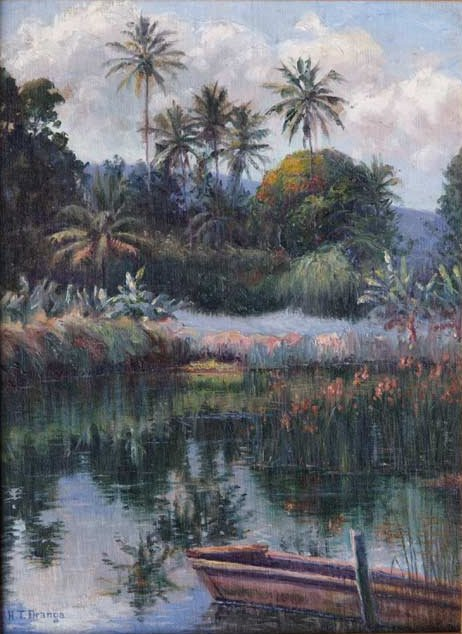
『ワイアケア河畔 (On Waiakea River, Near Hilo, HI)』、キャンバスに油絵、1920年ころ。

ヘレン・トマス・ドランガ（Helen Thomas Dranga、1866年 – 1940年、女性）は、別名をキャリー・ヘレン・ドランガ (Carrie Helen Dranga) といった、イングランドのオックスフォード出身の画家。20世紀初頭のハワイの風景や風物を描いた作品を多数残した。

## 概要
彼女は、1896年に、配管工で、後に商人となったシオドア・オーガスタス・ドランガ (Theodore Augustus Dranga) と結婚し、アメリカ合衆国カリフォルニア州オークランドに居住していたが、その後1901年に、夫妻はハワイ島のヒロに移り住み、そこで後に長じて貝類学者となる長男シオドア・トマス・ドランガ (TheodoreThomas Dranga) を育てた。1920年代から1930年代にかけて、彼女の絵画作品は、定期的に雑誌『パラダイス・オブ・ザ・パシフィック (Paradise of the Pacific)』の表紙を飾った。彼女は、1940年に死去する直前まで、ヒロに居住し続けていた。ヘレン・トマス・ドランガは、ヒロで没し、カリフォルニア州サンディエゴに埋葬された。
作品の多くはハワイの風景画であるが、ハワイの先住民や、中国人の姿を捉えた作品もよく描いた。ヘレン・トマス・ドランガの作品が公開されている施設としては、ホノルル美術館や、ハワイ島ヒロのライマン・ハウス記念博物館 (Lyman House Memorial Museum) などがある。